# Attaque au couteau de South Hedland
Le texte peut changer fréquemment, n’est peut-être pas à jour et peut manquer de recul. 
Le titre et la description de l'acte concerné reposent sur la qualification juridique retenue lors de la rédaction de l'article et peuvent évoluer en même temps que celle-ci.
L'attaque au couteau de South Hedland est une attaque au couteau survenue le 1er mai 2020 à South Hedland, dans la région de Pilbara, en Australie. 7 personnes ont été blessées et l'auteur de l'attaque a été tué par la police.

## Déroulement
Vers 10 h heure locale, l'agresseur a poignardé un homme dans un motel, puis il s'est rendu au McDonald's local où il a poignardé un autre homme avant d'entrer dans le centre commercial où il a attaqué deux hommes et trois femmes. Des témoins ont déclaré que l'attaquant portait une veste haute visibilité. Un officier de police a tenté de maîtriser l'homme avec un pistolet à impulsion électrique sans succès, l'agresseur a été abattu par un officier après que l'attaquant se soit jeté sur eux.

## Bilan
Parmi les 7 personnes blessées, 5 ont été hospitalisées mais aucune des victimes n'a subi de blessures mortelles.

## Enquête
La police a déclaré l'attaque comme étant une tragédie, ne déclarant aucune indication sur les motivations de l'auteur. L'agresseur a été identifié comme étant un travailleur fly-in fly-out (en) âgé d'une trentaine d'années, connu de la police.